# Foetale nood
Onder foetale nood verstaan we de toestand waarin een  ongeboren kind komt te verkeren wanneer het vlak voor of tijdens de geboorte te weinig zuurstof heeft. Hierdoor dreigen overlijden, of handicaps, zoals infantiele encefalopathie.

## Oorzaken
De foetus krijgt zuurstof via de placenta en de navelstreng. Normaliter treedt tijdens een wee kortdurend een daling van de beschikbare zuurstof op, die zich echter na de wee onmiddellijk weer herstelt.
Dit mechanisme kan tekortschieten door:
- zuurstofgebrek bij de moeder, door allerlei oorzaken
- liggingsafwijking of andere oorzaak van  langdurige, moeilijke bevalling
- problemen  met de placenta, zoals solutio placentae of pre-eclampsie
- problemen met de navelstreng, zoals dubbele omstrengeling
- oorzaken gelegen bij het kind, zoals dysmaturiteit, aangeboren afwijkingen enz.

## Tekenen van foetale nood en onderzoeksmogelijkheden
- Cardiotocogafie  registreert met behulp van Doppleronderzoek de hartslag met de weeën. De normale hartslag van de foetus is ongeveer 140 per minuut en varieert enigszins. Daling van de hartslag gelijktijdig met een uitdrijvingswee is tot op zekere hoogte fysiologisch, Late deceleraties vertraging van de pols na de wee, geldt als waarschuwingsteken, evenals een aanhoudende trage hartslag en een afgenomen variatie.
- Tijdens de geboorte kan de hartslag van het kind geregistreerd worden met een schedelelektrode
- Meconiumhoudend vruchtwater  kan een teken zijn van foetale nood.
- Tijdens de geboorte kan bloed afgenomen en de zuurgraad daarvan bepaald worden
- Na de geboorte kan de baby onderzocht worden. Een snelle en gemakkelijke beoordeling van de toestand van het kind in de eerste minuten na de geboorte biedt de apgarscore.

## Behandeling
Als er tekenen zijn van foetale nood, is het zaak de bevalling zo kort mogelijk te laten duren. Afhankelijk van de urgentie kan men voor een kunstverlossing kiezen:
- Als het kind nog weinig is ingedaald is de enige oplossing een keizersnede
- Bij verder ingedaalde baby een vacuümextractie
- Aan het eind van de bevalling een tangverlossing of
- Epi en expressie: inknippen en druk uitoefenen op de buik.

Bij foetale nood komt de kinderarts ruim tevoren naar de verloskamer of operatiekamer en begint dadelijk na de geboorte met de behandeling van het kind.